# Area metropolitana Fukuoka-Kitakyushu

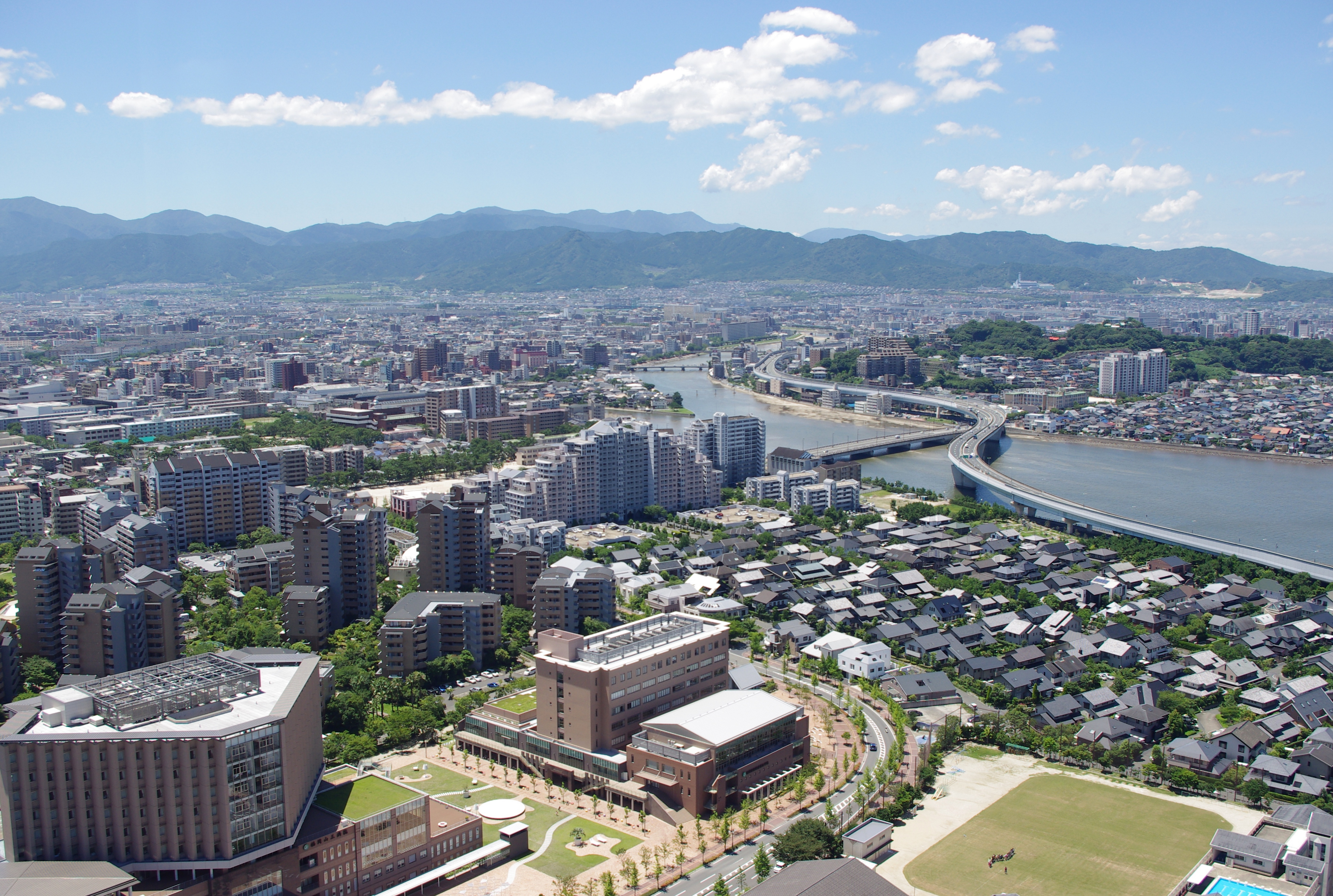
Una vista aerea di Fukuoka

L'area metropolitana Fukuoka-Kitakyushu (福岡・北九州大都市圏?, Fukuoka Kitakyūshū Daitoshiken) è il nome più comune usato per descrivere l'area metropolitana che gravita intorno alle due maggiori città del Kyūshū, in Giappone, ossia Fukuoka e Kitakyūshū, entrambe nella prefettura di Fukuoka.  Altri nomi utilizzati sono conurbazione di Kitakyushu-Fukuoka (北九州・福岡大都市圏), e area metropolitana del Kyushu settentrionale (北部九州大都市圏)
Una delle difficoltà principali nella definizione del nome sta nel fatto che la regione in origine si chiamava "Kitakyushu", parola diventata ambigua da quando nel 1963 con la fusione di diverse città si creò la città di Kitakyūshū.
Queste città possono essere considerate separatamente, ma spesso, vista la vicinanza possono essere intese come un'unica grande area urbana. Inoltre la loro sfera economica, le infrastrutture e i collegamenti si integrano a vicenda. Quest'area metropolitana include anche la città di Shimonoseki che, per quanto si trovi sull'isola dello Honshū, è de facto un'estensione di Kitakyushu.

## Definizione
L'area metropolitana è composta dalle seguenti aree:
| Divisione amministrativa                                                                                      | Popolazione                 |
| --- | --------------------------- |
| Fukuoka-Kurume-Saga all'interno della Grande Fukuoka (福岡都市圏)                                             | 2.868.977 (ottobre 2006)    |
| Grande Kitakyūshū (北九州都市圏)/Area metropolitana del Kanmon (関門都市圏), inclusa Shimonoseki (下関都市圏) | 2.400.000 (censimento 2005) |
| Regione di Iizuka (飯塚都市圏)                                                                                | 200.000 (2005)              |
| Regione di Ube (宇部都市圏)                                                                                   | 270.000 (novembre 2006)     |
| Fukuoka-Kitakyushu                                                                                            | 5.738.977                   |

- La regione di Ube, in base alla definizione, può essere esclusa dall'area metropolitana in certi casi.
- Nota:  Le città di Ōita, Sasebo e Kumamoto non sono mai incluse all'interno dell'area metropolitana Fukuoka-Kitakyushu sebbene siano ottimamente integrate e collegate.